# Сеоли, Адольфо
Адо́льфо Хавье́р Сео́ли Марти́нес (исп. Adolfo Javier Zeoli Martínez; род. 2 мая 1962, Монтевидео) — уругвайский футболист, выступавший на позиции вратаря за сборную Уругвая.

## Клубная карьера
Адольфо Сеоли начинал карьеру футболиста в уругвайском клубе «Данубио». В 1988 году он в его составе стал чемпионом Уругвая, а в следующем году дошёл до полуфинала Кубка Либертадорес, где «Данубио» в ответном матче был разгромлен со счётом 0:6 колумбийской командой «Атлетико Насьональ».
Затем он перешёл в испанский «Тенерифе». 6 января 1990 года голкипер дебютировал в испанской Примере, выйдя в основном составе в гостевом поединке против «Кадиса». Потом Сеоли выступал за аргентинские клубы «Депортиво Мандию», «Тальерес» из Кордовы и «Ривер Плейт». В 1994 году уругваец в составе «Боливара» стал чемпионом Боливии.

## Карьера в сборной
Адольфо Сеоли был включён в состав сборной Уругвая на Кубок Америки по футболу 1989 года в Бразилии. На турнире он защищал ворота команды во всех семи матчах команды на турнире: первого этапа (с Эквадором, Боливией, Чили и Аргентиной) и финального этапа (с Парагваем, Аргентиной и Бразилией).
На чемпионате мира 1990 года в Италии Адольфо Сеоли играл роль резервного голкипера и на поле не появился.

## Достижения
«Данубио»
- Чемпион Уругвая: 1988

 «Боливар»
- Чемпион Боливии: 1994